# Fliegerhorst Meppen

i7
i11
i13
Der Fliegerhorst Meppen (ICAO-Code: ETWM) liegt etwa vier Kilometer nordöstlich der Meppener Innenstadt. Er wird von der Bundeswehr betrieben und von der Wehrtechnischen Dienststelle 91 als Landeplatz genutzt.
Das Areal mit einer 600 m × 60 m großen Graspiste und einem Hubschrauberlandeplatz ist auch unter der Bezeichnung Landeplatz Meppen geläufig.